# Tomás Serrano
Tomás Serrano y Pérez (Castalla, provincia de Alicante, 7 de noviembre de 1715 - Bolonia, 1784) fue un sacerdote jesuita, escritor y latinista español. 

## Biografía
De padres labradores, ingresó en la Compañía de Jesús y fue maestro de retórica en el colegio de San Pablo de Valencia al menos hasta 1747; en efecto, por entonces se dio a conocer como poeta y dramaturgos en latín humanístico a través de diversas composiciones que circulaban manuscritas o piezas teatrales representadas en los colegios. Luego ocupó una cátedra de teología en la Universidad de Gandía. 
Fue llamado para hacer la relación de las fiestas con que la ciudad de Valencia celebró el tercer siglo de la canonización de San Vicente Ferrer, que fue publicada (Fiestas seculares con que la coronada ciudad de Valencia celebró el feliz cumplimiento del tercer siglo de la canonización de su esclarecido hijo, y ángel protector, S. Vicente Ferrer, apóstol de Europa, Valencia, 1761). 
En Valencia hizo su cuarto voto y le cogió la expulsión en 1767. Siguiendo a sus demás compañeros fue trasladado a Cerdeña y luego a los Estados Pontificios; al cabo se estableció en Ferrara. 
Fue miembro de la Academia Ariostea, llamada así en honor del gran poeta del renacimiento italiano Ludovico Ariosto; en ella leyó alguno de sus poemas en latín. Las críticas despreciativas de Girolamo Tiraboschi a la cultura española y en especial a los poetas y escritores hispanos de la edad de plata le hizo escribir sus dos famosas Epístolas a Clemente Vannetti en defensa de Séneca, Lucano, Marcial y los otros autores denostados por el crítico italiano. 
Destaca en esta obra en especial la defensa de Marco Valerio Marcial, por cuyos epigramas Serrano tenía una devoción y admiración sin límites y a quien dedicó grandes trabajos exegéticos. En cambio, Tiraboschi posponía siempre al poeta bilbilitano a Catulo. Llevando al extremo sus trabajos de exégesis compuso un manuscrito titulado M. Valerii Martialis Roma que describía la sociedad romana contemporánea de Marcial usando casi exclusivamente sus textos. El libro se dividía en "Roma Física", o descripción topográfica de Roma; a este capítulo seguían "Roma religiosa, Roma moral, política, guerrera", etcétera. Incluso trató, contra la inmoralidad que se le solía achacar a Marcial, de extraer de sus epigramas un curso completo de moral; sin embargo, estos manuscritos inéditos han desaparecido o no se sabe dónde han ido a parar. Pero no se limitaron a estas dos obras sus trabajos: compuso unas Cuestiones Eridanas, diálogo en que trata la cuestión de la presunta superioridad de Catulo sobre Marcial, que quedó inconclusa e inédita; un Museum Hispanum o "Museo español" que contenía una serie de epigramas de un dístico elegíaco cada uno para situarlo al pie de las efigies de los varones ilustres españoles, dividida en dos partes, "Museum Vetus" y "Museum Novum". 
También dejó el manuscrito de una Hispania Arabica de naturaleza parecida al Museum. Dio además en el artificio de encerrar en setenta y nueve versos sáficos las setenta y nueve ciudades españolas que disponían de ceca, esto es, derecho de acuñar moneda, e imprimió el texto en Bolonia el 21 de noviembre de 1781; cuatro años después se reimprimió en Valencia. Además, escribió un comentario de este poema: Vera Hispaniae Effigies ex antiquis numismatis expressa.
El padre Miguel García, importante poeta cómico, publicó póstuma en Foligno (1788) una colección de poemas de su amigo Serrano precedida de una biobibliografía gracias a la cual conocemos al menos los méritos del humanista español y otras obras extraviadas o desaparecidas: una Historia de los venerables religiosos del convento de Gandía, una Disertación crítica sobre el poeta arcediano de Évora Luís António Verney, más conocido como Padre Barbadiño; un libro de tropos y figuras ilustradas con ejemplos de los mejores poetas castellanos, compuesto para sus alumnos de Valencia; una Hispania poética, o séase, Historia de la poesía española, ya dispuesta para la impresión pero lastimosamente perdida y, por último, varias poesías, entre ellas un romance a la proclamación de Fernando VI en Valencia.
Como poeta latino tuvo por modelos a Marcial, John Owen y Jaime Falcó, y su género favorito fue el epigrama; su sentido crítico le hizo destruir muchos de estos partos del ingenio, como cuenta García: «Parva et pauca dedit, plura et maiora daturus / si minus ipse sibi displicuisset erat.»